# Jonatan Giráldez
Jonatan Giráldez Costas (Vigo, 27 novembre 1991) è un allenatore di calcio spagnolo, tecnico dell'OL Lyonnes.

## Carriera
Dopo aver allenato la formazione under 12 della selezione catalana, nel 2019 è entrato nello staff tecnico del Barcellona allenato da Lluís Cortés. Nel 2021, dopo che Cortés ha lasciato il Barcellona, è stato nominato come tecnico della prima squadra catalana in sua sostituzione. Nella prima stagione 2021-2022 ha vinto la Primera División Femenina la Coppa della Regina e la Supercoppa spagnola, nella seconda stagione 2022-2023 ha vinto ancora la Primera División Femenina la seconda Supercoppa spagnola e la sua prima UEFA Women's Champions League, mentre nella terza stagione 2023-2024 realizza un quadruble, vincendo la terza Primera División Femenina, la seconda Coppa della Regina, la terza Supercoppa spagnola e la seconda UEFA Women's Champions League.
A metà dicembre 2023 aveva annunciato che avrebbe lasciato la squadra catalana al termine della stagione 2023-24, rifiutando il rinnovo del contratto. Pochi giorni dopo, il Washington Spirit, società statunitense militante nella NWSL, la massima serie professionistica statunitense per squadre femminili, ha ufficializzato Giráldez come nuovo allenatore della squadra, dopo che questi avrebbe concluso il suo incarico al Barcellona.

## Palmarès

### Club

#### Competizioni nazionali
- Campionato spagnolo: 3

Barcellona: 2021-2022, 2022-2023, 2023-2024
- Coppa della Regina: 2

Barcellona: 2021-2022, 2023-2024
- Supercoppa spagnola: 3

Barcellona: 2022, 2023, 2024
- NWSL Challenge Cup: 1

Washington Spirit: 2025

#### Competizioni internazionali
- UEFA Women's Champions League: 2

Barcellona: 2022-2023, 2023-2024

### Individuale
- Allenatore dell'anno IFFHS (calcio femminile): 2

2023, 2024

## Statistiche da allenatore

### Club femminili
| Stagione                   | Squadra                    | Campionato                 | Campionato | Campionato | Campionato | Campionato | Coppe nazionali | Coppe nazionali | Coppe nazionali | Coppe nazionali | Coppe nazionali | Coppe continentali | Coppe continentali | Coppe continentali | Coppe continentali | Coppe continentali | Altre coppe | Altre coppe | Altre coppe | Altre coppe | Altre coppe | Totale | Totale | Totale | Totale | % Vittorie | Piazzamento |
| Stagione                   | Squadra                    | Comp                       | G          | V          | N          | P          | Comp            | G               | V               | N               | P               | Comp               | G                  | V                  | N                  | P                  | Comp        | G           | V           | N           | P           | G      | V      | N      | P      | %          | Piazzamento |
| -------------------------- | -------------------------- | -------------------------- | ---------- | ---------- | ---------- | ---------- | --------------- | --------------- | --------------- | --------------- | --------------- | ------------------ | ------------------ | ------------------ | ------------------ | ------------------ | ----------- | ----------- | ----------- | ----------- | ----------- | ------ | ------ | ------ | ------ | ---------- | ----------- |
| 2021-2022                  | FC Barcelona Femení        | A                          | 30         | 30         | 0          | 0          | CR              | 4               | 4               | 0               | 0               | CL                 | 11                 | 9                  | 0                  | 2                  | SS          | 2           | 2           | 0           | 0           | 47     | 45     | 0      | 2      | 95,74      | 1º          |
| 2022-2023                  | FC Barcelona Femení        | A                          | 30         | 28         | 1          | 1          | CR              | 1               | 1               | 0               | 0               | CL                 | 11                 | 9                  | 1                  | 1                  | SS          | 2           | 2           | 0           | 0           | 44     | 40     | 2      | 2      | 90,91      | 1º          |
| 2023-2024                  | FC Barcelona Femení        | A                          | 30         | 29         | 1          | 0          | CR              | 5               | 5               | 0               | 0               | CL                 | 11                 | 9                  | 1                  | 1                  | SS          | 2           | 2           | 0           | 0           | 48     | 45     | 2      | 1      | 93,75      | 1º          |
| Totale FC Barcelona Femení | Totale FC Barcelona Femení | Totale FC Barcelona Femení | 90         | 87         | 2          | 1          |                 | 10              | 10              | 0               | 0               |                    | 33                 | 27                 | 2                  | 4                  |             | 6           | 6           | 0           | 0           | 139    | 130    | 4      | 5      | 93,53      |             |
| lug. 2024-dic. 2024        | Washington Spirit          | RS+PL                      | 11+3       | 8+1        | 1+1        | 2+1        | -               | -               | -               | -               | -               | -                  | -                  | -                  | -                  | -                  | -           | -           | -           | -           | -           | 14     | 9      | 2      | 3      | 64,29      | 2º          |
| gen. 2025-giu. 2025        | Washington Spirit          | RS                         | 10         | 6          | 1          | 3          | -               | -               | -               | -               | -               | -                  | -                  | -                  | -                  | -                  | CC          | 1           | 1           | 0           | 0           | 11     | 7      | 1      | 3      | 63,64      | Dimis.      |
| Totale Washington Spirit   | Totale Washington Spirit   | Totale Washington Spirit   | 24         | 15         | 3          | 6          |                 | -               | -               | -               | -               |                    | -                  | -                  | -                  | -                  |             | 1           | 1           | 0           | 0           | 25     | 16     | 3      | 6      | 64,00      |             |
| 2025-2026                  | OL Lyonnes                 | -                          | -          | -          | -          | -          | -               | -               | -               | -               | -               | -                  | -                  | -                  | -                  | -                  | -           | -           | -           | -           | -           | -      | -      | -      | -      | -          | -           |
| Totale OL Lyonnes          | Totale OL Lyonnes          | Totale OL Lyonnes          | -          | -          | -          | -          | -               | -               | -               | -               | -               | -                  | -                  | -                  | -                  | -                  | -           | -           | -           | -           | -           | -      | -      | -      | -      | -          |             |
| Totale Carriera            | Totale Carriera            | Totale Carriera            | 114        | 102        | 5          | 7          |                 | 10              | 10              | 0               | 0               |                    | 33                 | 27                 | 2                  | 4                  |             | 7           | 7           | 0           | 0           | 164    | 146    | 7      | 11     | 89,02      |             |